# Football aux Jeux des îles de l'océan Indien 1985
Navigation
Édition précédente Édition suivante
Le football aux Jeux des îles de l'océan Indien 1985 est une des 13 épreuves des Jeux des îles de l'océan Indien, se déroulant à Maurice. L'épreuve se dispute du 27 au 31 août et voit le pays hôte, Maurice, remporter la compétition.

## Phase de groupe

### Groupe A
| Équipe     | Pts | J | V | N | D | BP | BC | Dif |
| ---------- | --- | - | - | - | - | -- | -- | --- |
| Maurice    | 4   | 2 | 2 | 0 | 0 | 6  | 2  | +4  |
| Madagascar | 2   | 2 | 1 | 0 | 1 | 2  | 3  | −1  |
| Seychelles | 0   | 2 | 0 | 0 | 2 | 1  | 4  | −3  |

27 août 1985
| Maurice | 3–1 | Seychelles |

28 août 1985
| Madagascar | 1–0 | Seychelles |

29 août 1985
| Maurice | 3–1 | Madagascar |

### Groupe B
| Équipe     | Pts | J | V | N | D | BP | BC | Dif |
| ---------- | --- | - | - | - | - | -- | -- | --- |
| La Réunion | 4   | 2 | 2 | 0 | 0 | 10 | 0  | +10 |
| Comores    | 1   | 2 | 0 | 1 | 1 | 2  | 3  | −1  |
| Maldives   | 1   | 2 | 0 | 1 | 1 | 2  | 11 | −9  |

27 août 1985
| La Réunion | 1–0 | Comores |

29 août 1985
| Comores | 2–2 | Maldives |

30 août 1985
| La Réunion | 9–0 | Maldives |

## Tour final

### Match pour la troisième place
31 août 1985
| Comores | X/X | Madagascar |

NB : Madagascar déclara forfait

### Finale
31 août 1985
| Maurice | 4–4 (4 tab 2) | La Réunion |

## Source
- (en) Karel Stokkermans, « Jeux des Iles de l'Océan Indien », sur rsssf.com, 25 août 2011 (consulté le 16 décembre 2013)

- Cet article est partiellement ou en totalité issu de l'article intitulé « Jeux des îles de l'océan Indien 1985 » (voir la liste des auteurs).